# Nokia Lumia 930
Le Lumia 930 est un smartphone de la marque Nokia. Annoncé début avril 2014 à la conférence Build de Microsoft, il est commercialisé à partir du 16 juillet en France au prix de 549,00 €, en tant que successeur du Lumia 925, fonctionnant avec le système d'exploitation de Microsoft Windows Phone 8.1 et la surcouche Lumia Cyan. C'est le troisième terminal vendu par Microsoft après l'achat de la branche mobile de Nokia avec les Lumia 630 et 635.

## Design

### Dimensions
Le Lumia 930 pèse 167 g et a une épaisseur de 9,8 mm. Sa largeur est de 71 mm et sa longueur de 137 mm.

### Aspect visuel
Il dispose d'un appareil photo de 20,7 MP avec stabilisateur optique et intègre un écran super-sensitif de 5" Full HD ClearBlack OLED de 441 pixels par pouce protégé par un verre Corning Gorilla Glass 3. Ce Lumia monobloc possède un cadre en aluminium qui le contourne et un dos constitué de polycarbonate. Le Lumia 930 est disponible en plusieurs coloris : vert, orange, blanc, noir et or.

## Matériel

### Composants
Ce smartphone possède le processeur à quatre cœur de chez Qualcomm, le Snapdragon 800, cadencé à 2,2 GHz. Il embarque un port Nano-SIM, un connecteur Micro-USB, un connecteur audio 3,5 mm, une connexion Bluetooth 4.0, un port USB 2.0 et une puce NFC (Near Field Communication). Le Lumia 930 est compatible 4G LTE. Il dispose de 32 Go de mémoire de stockage non extensible et 2 Go de RAM (mémoire vive).

### autonomie
Sa batterie de 2 420 mAh lui permet de tenir 18 jours en veille, 18 heures en conversation 3G, 75 heures en lecture de musique, 9 heures en lecture vidéo et 9 heures en navigation web (par Wi-Fi). Le rechargement sans fil (QI standard) est intégré.

## Photographie et vidéo

### Photographie
Le Nokia Lumia 930 est doté d'un capteur photo principal (à l'arrière du Lumia) de 20,7 MP PureView 6 lentilles Carl Zeiss avec stabilisation optique et Autofocus, d'un capteur photo secondaire (à l'avant du Lumia) de 1,2 MP et d'un flash double LED.

### Vidéo
La caméra principale (à l'arrière du Lumia) permet de filmer jusqu'à 30 images par seconde en 2160p (4K), 1440p (2K), 1080p (Full HD) ou 720p (HD) tandis que la caméra secondaire (à l'avant du Lumia) permet de filmer en 720p (HD).

## Principaux concurrents
Ce Lumia est principalement en concurrence avec le Samsung Galaxy S5, le HTC M8, l'Apple iPhone 6 et le Sony Xperia Z2 .

## Problèmes connus
- Certains appareils rencontrent des problèmes de surchauffe et de drainage de la batterie[2].